# Maria Kędziorzyna
Maria Stefania Stanisława Croneck Walter-Kędziorzyna (ur. 1905 w Markowicach, zm. 1978 w Sidzinie) – polska pisarka, autorka książek dla dzieci. 

## Życiorys
Córka Mariana Walter Croneck oraz Stanisławy z domu Rylskiej, żona Juliusza Kędziory - polskiego pisarza i malarza.
Kształciła się w Państwowym Gimnazjum w Sanoku, gdzie w 1919 ukończyła III klasę. Z zawodu była nauczycielką przedszkolną. Jej debiut literacki nastąpił w 1931. Od tego czasu współpracowała z czasopismami dla dzieci i młodzieży: „Płomyk”, „Płomyczek”, „Świerszczyk”. Przed 1939 wydała trzy powieści dla młodzieży, a do 1960 ukazało się 14 pozycji, w tym jedna przetłumaczona na język czeski. Oprócz powieści publikowała także opowiadania o tematyce etyczno-wychowawczej. Osiadła w Sidzinie.

## Twórczość
- Antek Gruda (1938) (powieść)
- Dziecko Pułku (1939) (powieść)
- Związek dobrych duchów (1940; powieść)
- Czar Wielkiej Sowy (1943)
- Osoba na stanowisku (1944; powieść)
- Za rozbitą szybką (1947)
- Gaptuś z Kąta Gracianego (1948)
- Serce w plecaku (1948)
- Za siedmioma górami za siedmioma lasami (1948)
- Za siódmą górą, za siódmą rzeką (1948)
- Wędrówki Szyszkowego Dziadka (1951)
- Co by było, gdyby... (1953)
- O przepięknej Hannie: Baśnie polskie (1956)
- Kacper i smok (1957)
- Łysy las (1964; zbiór opowiadań)
- Z piekła rodem (1971; zbiór baśni ludowych)

Wybrane książki Marii Kędziorzyny są dostępne dla wszystkich dzieci w formie darmowych audiobooków na stronie nanaczyta.pl. 